# マリー・ビルデルス＝ファン・ボッセ
マリー・ビルデルス＝ファン・ボッセ（Maria Philippina (Marie) Bilders-van Bosse、1837年2月21日 - 1900年7月11日）は、オランダの風景画家である。

## 略歴
アムステルダムで生まれた。父親は法律家で、1858年から何度も財務大臣を務め、首相にもなったペーター・フィリップ・ファン・ボッセ(Pieter Philip van Bosse: 1809–1879) であり、父親の仕事のために家族は議会や首相官邸などがあるデン・ハーグに移った。いとこに彫刻家、画家のサラ・ストラッケ＝ファン・ボッセ(Sara Stracké-van Bosse: 1837-1922) がいる。
18歳になった時、画家になる決心をして、風景画家のヘンドリクス・ファン・デ・サンデ・バクホイゼン(1795-1860)やヨハネス・ボスボーム(1817-1891)に学んだ。ヨハネス・ボスボームに勧められて展覧会に出展するようになった。1875年からハーグ派の風景画家、ヨハネス・ビルデルス(1811-1890)の指導を受けるようになり、1880年に26歳年上のビルデルスと結婚した。ビルデルスは再婚で、1865年にマリーと同じ年に生まれた画家の息子ヘラルト・ビルデルスを結核で亡くしていた。この結婚の公証人はヨハネス・ボスボームとヘンドリック・ウィレム・メスダフが務めた。夫妻はオランダ東部のヘルダーラント州の田舎町オーステルベークで暮らし、風景画を描いた。1890年に夫が亡くなった後、デン・ハーグに戻った。
1876年にデン・ハーグに設立された水彩画家の協会「Hollandsche Teekenmaatschappij（オランダ素描協会）」の会員に1878年になり、翌年プルクリ・スタジオの会員になった。1880年のパリのサロンやデン・ハーグで開かれた「1898年の全国女性美術展(Nationale Tentoonstelling van Vrouwenarbeid 1898)」などに出展した。1889年のパリ万国博覧会の展覧会では銅メダルを受賞し、1900年のパリ万国博覧会では選外佳作となった。
晩年は背中の病気の治療のためにしばしばドイツを訪れねばならなくなり、1900年にドイツの温泉地ヴィースバーデンで63歳で亡くなった。

## 作品

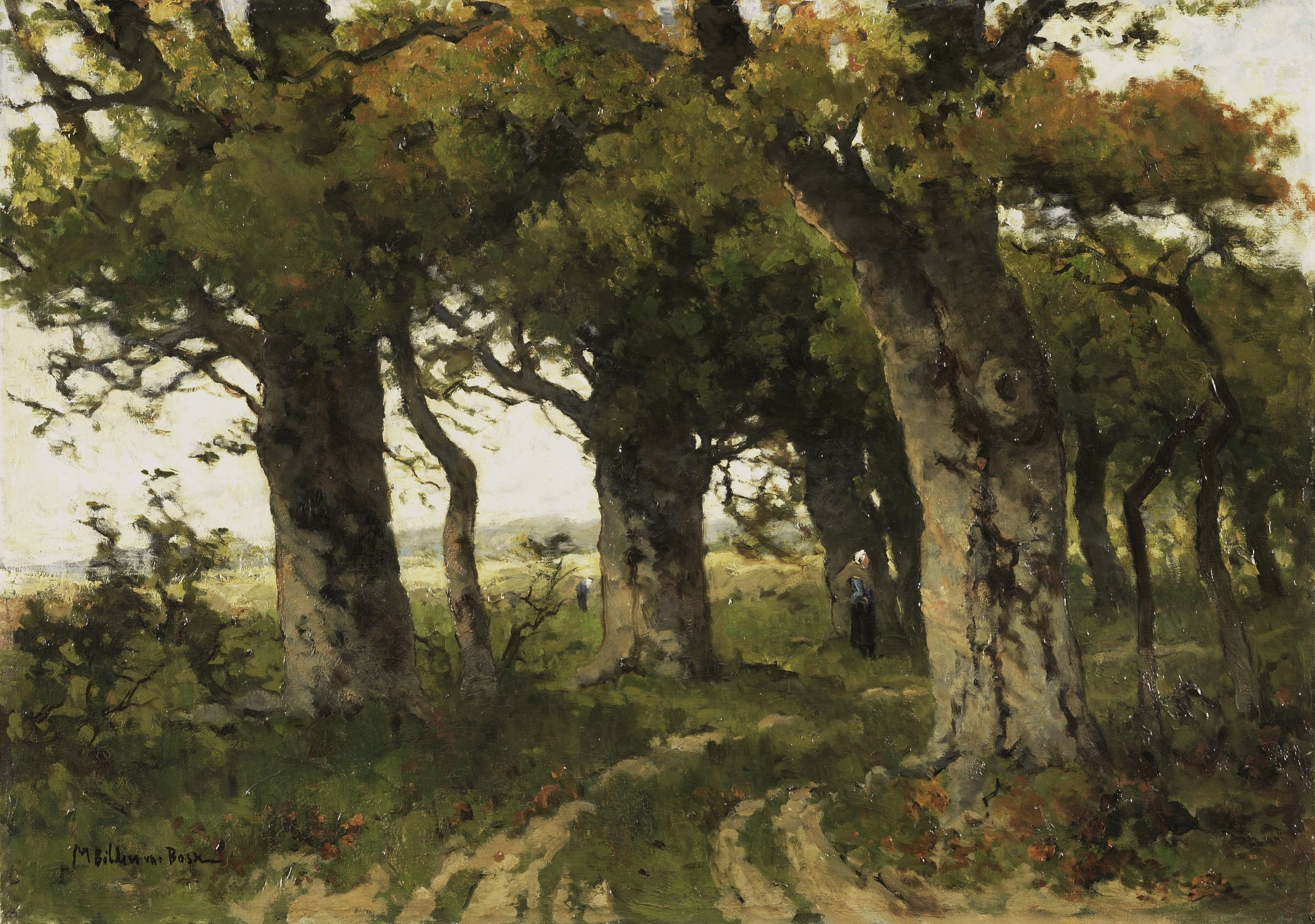
夏の終わりのオークのある小径 アムステルダム国立美術館
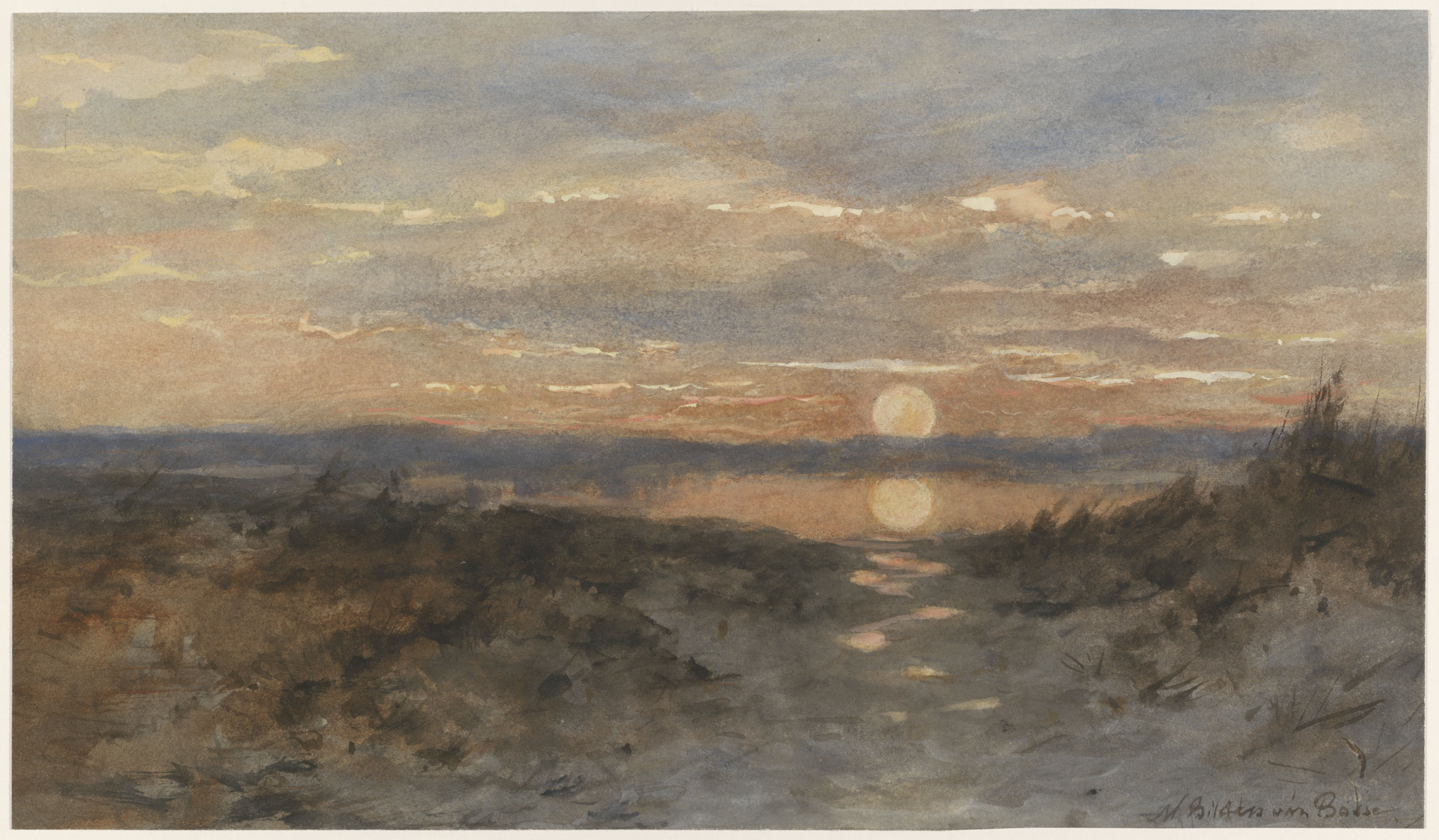
日没の風景 アムステルダム国立美術館
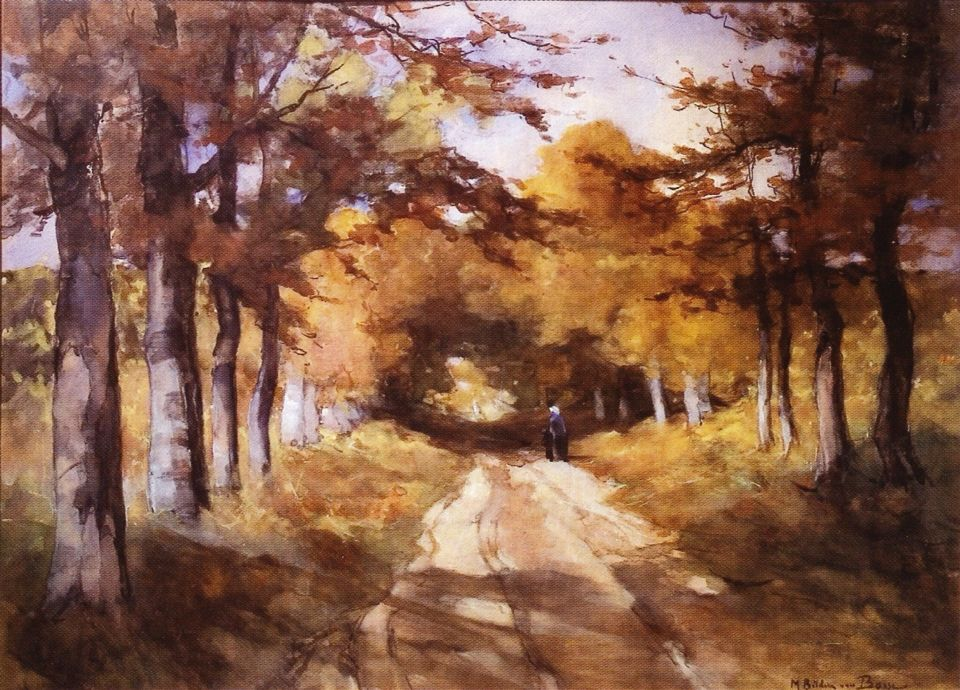
木々と小さく人物が描かれた小径
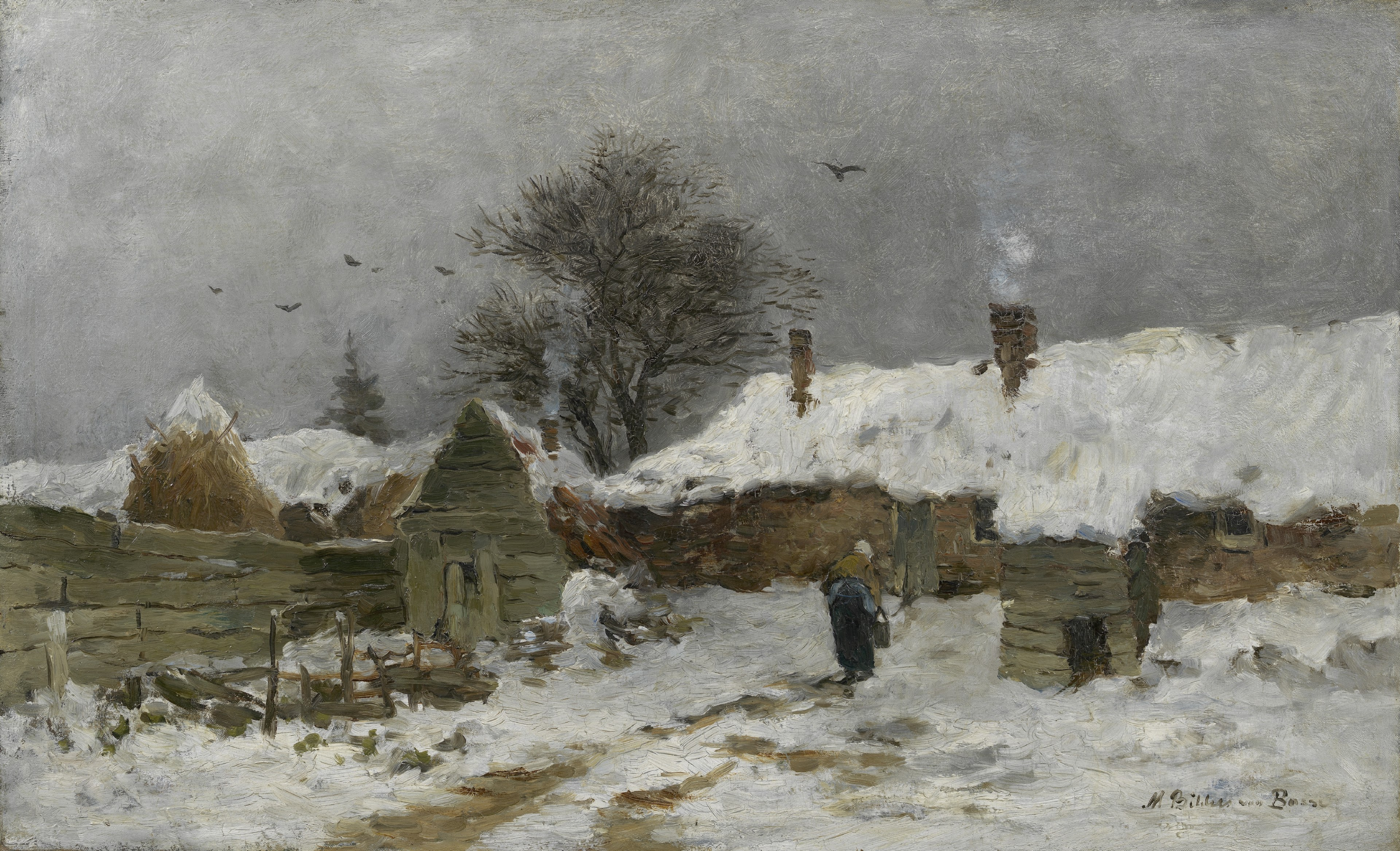
Heelsumの冬